# Vosztok–5
A Vosztok–5 (oroszul: Восток-5 – Kelet) a Vosztok-program ötödik emberes küldetése volt, amelynek fő célja egy szimultán űrrepülés bemutatása volt egy másik, a világ első női űrhajósát szállító űrhajó, a Vosztok–6 együttes repültetésével.
A Vosztok–5 startját többször is elhalasztották június 7. és június 11. között, végül 1963. június 14-én állt Föld körüli pályára, a szovjet Vosztok-program ötödik emberes küldetése.
Több mint 3,3 millió kilométert tett meg a világűrben, ezzel megdöntött minden addigi űrhajós távolsági világrekordot. A küldetést eredetileg nyolcnaposra tervezték, de a pontatlan pályáraállás és a tervezettnél alacsonyabb pályamagasság miatt ezt lecsökkentették öt napra.
Valerij Bikovszkij így is megdöntötte a szóló űrrepülés időtartam-rekordját.

## Személyzet
| Beosztás   | Kozmonauta                       | Kozmonauta                       |
| ---------- | -------------------------------- | -------------------------------- |
| Parancsnok | Valerij Bikovszkij (3) űrrepülés | Valerij Bikovszkij (3) űrrepülés |

Tartalék
| Beosztás   | Kozmonauta                   | Kozmonauta                   |
| ---------- | ---------------------------- | ---------------------------- |
| Parancsnok | Borisz Volinov (2) űrrepülés | Borisz Volinov (2) űrrepülés |

(1) Zárójelben a sikeres űrrepülések száma személyenként, beleértve ezt a missziót is.

## Előzmények

### A program előző repülései
A Vosztok–program repülései egy határozott fejlődési vonalat rajzoltak ki. Elsődleges céljuk az első ember világűrbe juttatása volt, majd ennek teljesülése után a mind merészebb teljesítményekkel egyfajta technológiai felsőbbrendűség bizonyítása az űrverseny keretében. Néhány ember nélküli automatikus repülést követően 1961. április 12-én Jurij Gagarin volt az első űrhajós, aki Vosztok–1 jelű űrhajóján Föld körüli pályára állt és egy Föld körüli fordulatot tett, ezzel teljesítve a Vosztok-repülések elsődleges célját.
1961. augusztus 6-án German Tyitov űrhajója, a Vosztok–2 szállt fel, hogy 17 Föld körüli fordulatos útján egy napot meghaladó időtartamot teljesítsen odafönn. Ezzel a repüléssel egyrészt igazolta a szovjet űrkutatás, hogy Gagarin sikere nem afféle „véletlen” teljesítmény volt, hanem erre bármikor képesek. Sőt, ezzel a teljesítménnyel alaposan leelőzték a NASA Mercury-programját, amelyben az idő tájt mindössze két 15 perces szuborbitális repülésre, ún. „űrugrásra” voltak csak képesek amerikai ellenlábasaik. Ezzel a program másodlagos célját is beteljesítették a szovjetek.
A rá következő repülések még merészebb módon növelték az amerikaiakkal szemben megszerzett technológiai előnyt. Miközben John Glenn egy Gagarinéhoz hasonló rövid orbitális repülést teljesített a Friendship 7 fedélzetén, a Vosztok–3 és Vosztok–4 repülését egy időben történő szimultán repülésnek tervezték és végül 1962. augusztus 11. és augusztus 15. között 4 illetve három napos időtartamban teljesítették Andrijan Nyikolajev és Pavel Popovics űrhajósok.

### Tervezés
A Vosztok-program természeténél fogva – miszerint nem volt előre lefektetett terv a repülések egymás utániságára – csak a Vosztok–3 és Vosztok–4 páros repülését követően indult el a gondolkodás a legközelebb következő repülésről. Először egy szóló repülés ötlete merült fel egy női űrhajóssal, majd egy szimultán repülés egy férfivel és egy nővel (a férfi 7-8, a nő pedig 2-3 napig repült volna az elképzelés szerint). De sokáig az is vita tárgyát képezte, hogy szóló, vagy szimultán repülés legyen-e egyáltalán. Később még több opció is felmerült (pl. szimultán női repülés), többféle időtartam variáció mellett. A légierő, a hadsereg és a párt magas rangú vezetői hosszú vita után végül 1963 tavaszára jutottak végső döntésre, amelyet az SZKP Központi Bizottsága 1963. március 21-i határozatában öltött testet: a következő emberes űrrepülés szimultán repülés lesz, az egyik űrhajón egy nővel, a másikon egy férfival, legkésőbb 1963. augusztusában.
Ezt követően egy furcsa felismerés alakította át a program menetét, Koroljov mérnökei észrevették, hogy a még rendelkezésre álló, legyártott űrhajók szavatossági ideje lejár és ha nem használják fel őket 1963 június 15.-ig – jóval az augusztusi határidő előtt –, az űrhajókat le kell selejtezni. Ezért a tervezett startdátumot és a legénységválasztás előre kellett hozni, a kiképzést pedig felgyorsítani. A mérnökök először még megpróbáltak módot találni, hogy meghosszabbítsák az űrhajók élettartamát, de ezt hamar elvetették, helyette egy előrehozott startot terjesztettek fel döntésre, amit az SZKP Központi Bizottsága 1963. április 29.-i határozatában fogadott el és jelölt ki 1963. május-júniusára. Egyben döntöttek a páros repülés időtartamáról is, a férfi űrhajós 8 napos, a nő 3 napos űrutazásra készülődhetett.
A repülés előkészítését az SZKP KB döntése után egy állami bizottság vette át (élén Szergej Tyulin miniszterhelyettessel és tagjai között Szergej Koroljov főkonstruktőrrel, Nyikolaj Kamanyin személyzeti főnökkel, Valentyin Glusko rakétakonstruktőrrel és más magas rangú katonával a Szovjet Légierőtől, a Stratégiai Rakéta Parancsnokságról, vagy tudóssal a Szovjet Tudományos Akadémia részéről). Első ülésüket 1963. május 10.-én tartották, ahol megállapították, hogy (jó néhány hiba kijavítása után) az űrhajók készen állnak. Kicsit később a bizottság egy szűkített létszámú munkacsoportja kijelölte a startdátumot is, június 3-5 közé.
Május 27-én a bizottság Tyura-Tamba repült, hogy a helyszínen készítse elő a repülést. A helyszínen újabb problémákat talált a bizottság, ezért a startot további 4-5 nappal elnapolták. A problémák elhárítását követően az első űrhajó, a Vosztok–5 számára június 8.-t jelölték ki a startra, azonban a rádiórendszer újabb hibája miatt ezt is el kellett napolni, június 11-re. A döntés a női űrhajós startját két nappal későbbre írta elő.
Június 10-én Moszkvából értesítették a tyura-tam-i csoportot, hogy a naptevékenység jelentősen aktívabb lett és a magaslégköri régiókban élesen megnőtt a sugárzás. A jelenség okozója, egy napkitörés június 8-án keletkezett és a sugárzás szintje 5-8 napos periódusban volt várhatóan magasabb a kelleténél, a startidőpont így június 14-re és június 16-ra tolódott ki.

### A személyzet kiválasztása
A Vosztok–5 ülésére négy űrhajós is pályázott, Valerij Bikovszkij, Jevgenyij Hrunov, Alekszej Leonov és Borisz Volinov. A csoport lényegében folyamatosan gyakorolt egy űrrepülésre, mégis a Bikovszkij-Volinov páros tartott egy kicsit előrébb a felkészülésben. Bikovszkij felé még az is billentette a mérleg nyelvét, hogy ő volt a legkönnyebb testsúlyú a többiek között és a tömeg meghatározó tényező volt, mivel a hosszabb repüléshez szükséges módosítások így is a Vosztok rakéta teljesítőképességének határáig juttatták az űrhajó tömegét. Koroljov és Kamanyin végül a Bikovszkij-Volinov párost választotta (előbbit a repülés fő jelöltjeként, utóbbit tartalékul).
A jelöléseket kicsit később hozták nyilvánosságra, egy Tyura-Tamba utazott újságírócsoport előtt, ünnepi sajtótájékoztatón jelentette be Nyikolaj Kamanyin 1963. június 7-én, hogy a világ első űrhajósnője Valentyina Tyereskova lesz (tartaléka Irina Bajanovna Szolovjova), míg a szimultán repülés férfi űrhajósául Valerij Bikovszkijt (tartalékául pedig Borisz Volinovot) jelölték ki.

## A repülés

### A start
A Vosztok–5 startja volt az egész program legproblémásabb indítása. A megannyi starthalasztás után a start napján is problémák merültek fel. Először az derült ki – mikor már Bikovszkij is bent ült a kabinban –, hogy nem működik az űrhajó URH rádiója. Az irányítás úgy döntött, hogy ennek ellenére nem fújják le a startot, majd csak a RH sávon forgalmaznak. Aztán egy biztonsági retesz ragadt be a kabinajtóban, fél órás starthalasztást okozva. Végül mindössze a start előtt 5 perccel, a rakéta harmadik fokozatának egyik visszajelzőlámpája nem gyulladt ki a műszerfalon, hibát jelezve. A hiba a rakétafokozat giroszkóp egységében jelentkezett. (Ekkor óriásira nőtt a feszültség a repülés felelős vezetői között, tekintve, hogy ez a kisebb hiba a biztonsági intézkedések láncolatán keresztül akár több hónappal eltolhatta volna az újabb start idejét. Ha a javítás 6 óránál tovább tartott volna, az a start másnapra halasztását vonta volna maga után. Ennyi időt azonban nem tölthetett a rendkívül korrozív üzemanyaggal feltöltve a rakéta, hanem le kellett volna üríteni a tartályait, ráadásul vissza kellett volna szállítani az összeszerelő csarnokba, szétszerelni és újra felkészíteni a startra. Viszont a hónapnyi hosszúságú halasztás alatt lejárt volna az űrhajó „szavatossági ideje”.) Koroljov elrendelte a hiba kijavítását. A javítás végül 3 órát vett igénybe. Bikovszkijnak a kabinban beszíjazva kellett kivárnia a több órás starthalasztást.
Az űrhajó startjára 1963. június 14-én 11:58:58 (UTC) került sor. Ám ez sem volt eseménymentes. A legutolsó percben kiderült, hogy bár az energiaellátás rendben átkapcsolódott a külső betáplálásról a belső akkumulátorokra, a külső betáplálás kábelei csatlakoztatva maradtak és nem váltak le. Az irányítás úgy döntött, hogy ennek ellenére engedélyezi a startot. Az emelkedő rakéta egyszerűen eltépte az őt az indítóállással összekötő kábeleket.
A start befejező mozzanata sem volt sikeres: az űrhajó nem a tervezett pályára állt. A Vosztok rakéta harmadik fokozatának kisebb hibája miatt a kialakult 175×222 kilométeres ellipszis pálya alacsonyabb lett a tervezettnél. Ez egyben azt jelentette, hogy a felső légkör fékező hatása jobban tudott hatni az űrhajóra, ezért az eredetileg tervezett 8 napos repülési terv már a pályára állás pillanatában tarthatatlan volt. (Az eredetileg tervezett pályán 10 napos tartózkodás után fékeződött volna le az űrhajó annyira, hogy természetes úton is visszatért volna a légkörbe, ám az alacsonyabb pálya legfeljebb 8 napra vitte le a természetes fékeződés idejét. A biztonsági szempontok figyelembevételével ez maximum 5-6 napos repülési programot feltételezett.) Jó hír volt viszont, hogy az indítóállásban még hibásnak mutatkozó URH rádió rendben működött. Bikovszkij rádió hívójele a starttól kezdődően Jasztreb (Sólyom) volt.

### Az egyedül repülés
A tervek szerint a Vosztok–5 két napig egyedül repült – hiszen az egyetlen rendelkezésre álló indítóállást újra fel kellett készíteni és a Vosztok–6 startjához megannyi műveletet kellett elvégezni – majd csak azután következhetett a szimultán repülés Tyereskovával. Az űrrepülés feladatai közé tartozott az űrben az emberi szervezetre ható különböző tényezők további tanulmányozása, fizikai és űrbiológiai kísérletek, illetve vizsgálatok végrehajtása – különös figyelemmel a sugárzások káros élettani hatásai ellen történő védekezésre –, a Föld felszínének és légkörének megfigyelése, valamint az űrhajó irányítására szolgáló tökéletesített rendszerek (kézi vezérlés, rádiókapcsolat) kipróbálása, az űrhajókra és utasaikra gyakorolt közegellenállás mértékének fel és leszállás, repülés közbeni meghatározása, valamint a mikrometeorok és a kozmikus poranyag hatásainak mérése.
Bikovszkij számára az első keringés a German Tyitov repülésétől hagyományossá vált feladattal kezdődött, kézi vezérléssel változtatnia kellett az űrhajó térbeli helyzetét. Az űrhajós meglepetéssel tapasztalta, hogy várakozásaihoz képest milyen lassan fordul az űrhajó. Másik tapasztalata volt, hogy jégdarabokból álló felhő követte az űrhajóját és rajta keresztül nehezen látta még magát a földfelszínt is (vélhetően a pályára álláskor a Vosztok rakéta harmadik fokozatából kiömlő maradék üzemanyag ömlött ki és ahogy cseppekre szakadt, megfagyott és így hozta létre az űrhajóval szinte azonos pályán repülő jégfelhőt). Az űrhajó forgatása ráadásul sok hajtóanyagot emésztett fel. Végül a kísérletet siker koronázta és Bikovszkijnak sikerült megpillantania a harmadik fokozatot is.
A negyedik keringésben – az előző páros repüléshez hasonlóan – Nyikita Hruscsov pártfőtitkár folytatott rádióbeszélgetést az űrhajóssal. A tizennyolcadik körben pedig – elődeihez hasonlóan Bikovszkij is kicsatolhatta magát az üléséből és szabadon lebeghetett egy keveset a kabinban. Első próbálkozásra – kissé elhibázottan pozicionálva magát – az űrhajós fellebegett a plafonra. A repülés során többször is lehetőség nyílt a szabad lebegésre és Bikovszkij szinte „beleszeretett” ebbe a gyakorlatba. Az egyik alkalommal a lehető legközelebb próbált jutni az egyik kémlelőablakhoz és közben az egyik antenna környékén a szigetelés egy felfeslett darabját fedezte fel.

### A szimultán repülés
A társűrhajó, a Vosztok–6 startjára 1963. június 16-án, 9:29:52 (UTC)-kor került sor. Tyereskova űrhajójának startjánál az előző szimultán repülés, a Vosztok–3 és Vosztok–4 útjánál alkalmazott filozófiának megfelelően a start időpontját úgy időzítették, hogy a két űrhajó pályája minél közelebb kerüljön egymáshoz. Ezt az első keringés során sikerült elérni, amikor a két űrhajó mindössze 5 km-re volt egymástól.  A Vosztok–6 180,9×231,1 kilométeres ellipszis pályára állt. Első feladatként a két űrhajós megpróbálta megpillantani egymás űrhajóját a Föld körüli pályán. Bikovszkijnak nem sikerült megpillantania a Vosztok–6-ot, míg Tyereskova látta a társűrhajót. A második feladat a rádiókontaktus megteremtése volt a két űrhajó között. Mindössze fél óra telt le a start után, amikor 10:00 órakor (UTC) Bikovszkij és Tyereskova közvetlenül beszélt egymással rádión. A közvetlen kommunikáció azonban nem volt lehetséges az egész repülés ideje alatt, a második nap közepétől a pályaeltérések annyira messzire vitték egymástól az űrhajókat (a Vosztok–5 az alacsonyabb pálya miatt gyorsabban haladt), hogy a rádiókapcsolat – vélhetően a Föld rádióárnyéka miatt – megszakadt (Tyereskova volt képes venni néhányat az irányítás által Bikovszkijnak szánt rádióüzenetei közül).
Június 17. reggelén az egész páros űrrepülés legnagyobb horderejű döntését hozta meg az irányítás. A Vosztok–5 pályájának mért adataiból nyilvánvalóvá vált, hogy az űrhajó a három napnyi repülési idő alatt sokkal jobban fékeződött, mint várták, alig több mint hét nap alatt természetes úton is visszatért volna az űrkabin a légkörbe. Az irányításnak – hogy megakadályozzák az űrhajó kontrollálatlan visszatérését – döntést kellett hoznia a repülés lerövidítéséről és a visszatérés időpontjáról is. Ez kihatással volt a Vosztok–6 repülésére is, Tyereskova visszatérését is ugyanakkor jelölték ki a másik űrhajóéval, ezek szerint a leszállást június 19-re jelölték ki.
A repülés utolsó napjának reggelén egy, a rádióforgalmazásban történt félrehallásból adódó mulatságos epizód játszódott le. Bikovszkíj a habarovszki rádióállomáson keresztül jelentette, hogy „9 óra 5 perckor megtörtént a világ első űrbeli kopogása”. A rádiókezelők ezt valamiféle rejtjelezett vészjelzésnek ítélték és jelentették Koroljovnak, hogy valami „bekopogott” az űrkabinba. Koroljovék a mikrometeorittól a földön kívüliekig mindenféle teóriát felállítottak a jelenség magyarázatára. Aztán az időközben az irányítás közvetlen rádiókörzetébe érő űrhajósnak is fel tudták tenni a kérdést, hogy milyen kopogást észlelt, aki közölte, hogy nem az első kopogásra, hanem az első székelésre került sor (oroszul a kopogás „sztuk”, a székelés „sztul”, ezt értette félre a rádióban a rádióállomás személyzete). Ezzel egy kétes értékű elsőséget is besöpört a szovjet űrkutatás.

## Feladatok
Kétoldalú rádiókapcsolatot tartott a földi irányító központtal és a Vosztok–6 űrhajót irányító Valentyina Tyereskova első női űrhajóssal. A rádiókapcsolat mind rövidhullámon, mind VHF sávon zajlott. A VHF állomások mindegyikét Zarja (hajnal) néven ismerték. Minden egyes Zarja állomás helyét beazonosították a Szovjetunió területén. A két űrhajó kézi irányítással, közel 5 kilométeres távolságra közelítette meg egymást. Több alkalommal volt helyszíni televíziós közvetítés az űrhajók fedélzetéről. Szakmai feladatát befejezve 1963. június 19-én az automatikus rendszer segítségével leszállt, Karagandától északkeletre, 620 kilométer távolságban. Az éjszakát a leszállási hely közelében, Kisztanajban töltötte.

## Kutatási eredmények
- a kozmikus sugárzás erőssége növekszik a magassággal. Az eddigi biológiai kísérletek alapján tökéletes sugárvédelmet sikerült kialakítani az űrhajósok számára.
  - a földfelszíntől – 20 kilométerig egyenletes
  - 20 kilométertől – 60 kilométerig az intenzitás csökken,
  - 60 kilométertől – 500 kilométerig állandónak tekinthető,
  - 500 kilométertől ismét növekszik az intenzitás,
- a részecskesűrűség mérése megállapította, hogy a tengerszint magasságához képest folyamatosan csökkenő értékű,
- az űrhajók külső burkolatának minden négyzetcentiméternyi felületére átlagosan 2,5 – 14 óránként egyszer csapódik be egy mikrometeor. A kozmikus porszemcsék, mikrometeorok semmiféle kárt nem okoznak az űrhajók falán. Nagyobb, „magányos” meteorral tízezer évente egyszer találkozhat űrhajó.
- minden adatot automatikusan továbbítottak a földi adatrögzítő központba,